# Blues wielkiego miasta (film 1932)
Blues wielkiego miasta (ang. Big City Blues) – amerykański film dramatyczny z 1932 roku w reżyserii Mervyna LeRoya.

## Treść
72 godziny z życia Buda Reevesa, który zostaje głównym podejrzanym w sprawie tajemniczego zabójstwa pewnej kobiety.

## Obsada
- Joan Blondell – Vida Fleet
- Eric Linden – Bud Reeves
- Humphrey Bogart – Shep Adkins
- Guy Kibbee